# توراكو أرجواني العرف
توراكو أرجواني العرف (الاسم العلمي: Tauraco porphyreolophus) (بالإنجليزية: Purple-crested Turaco)‏ هو نوع من الطيور يتبع جنس التوراكو من فصيلة آكلات الموز.

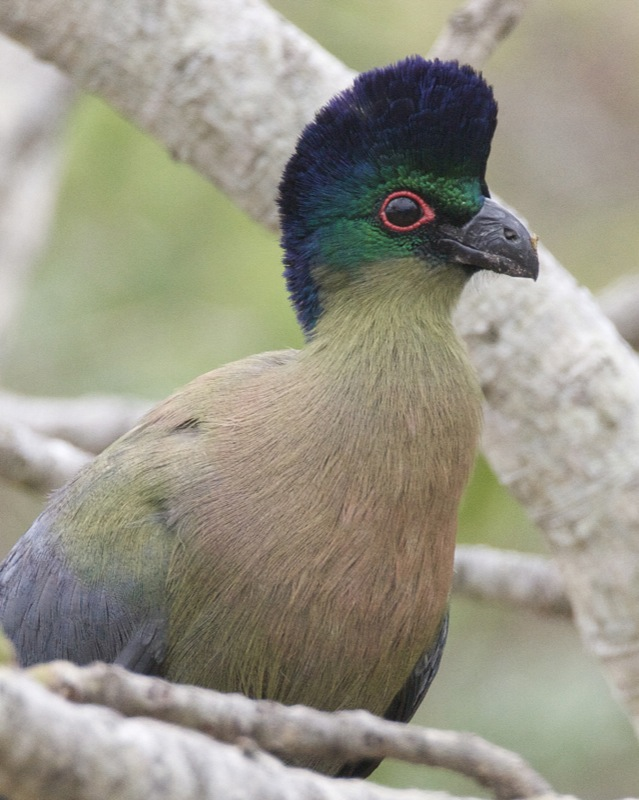
السلالة المحددة،جنوب أفريقيا.
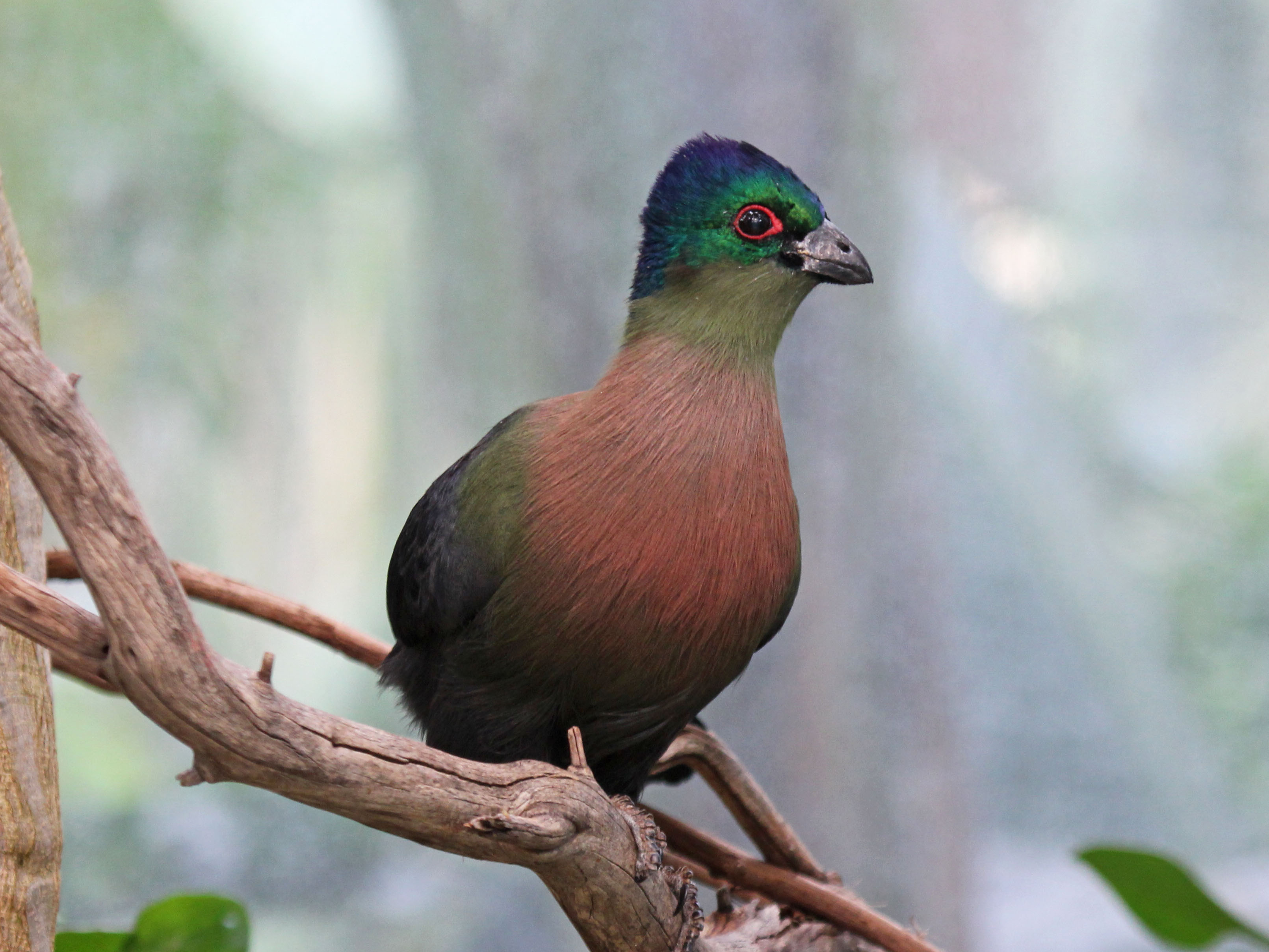
في حديقة سان دييغو
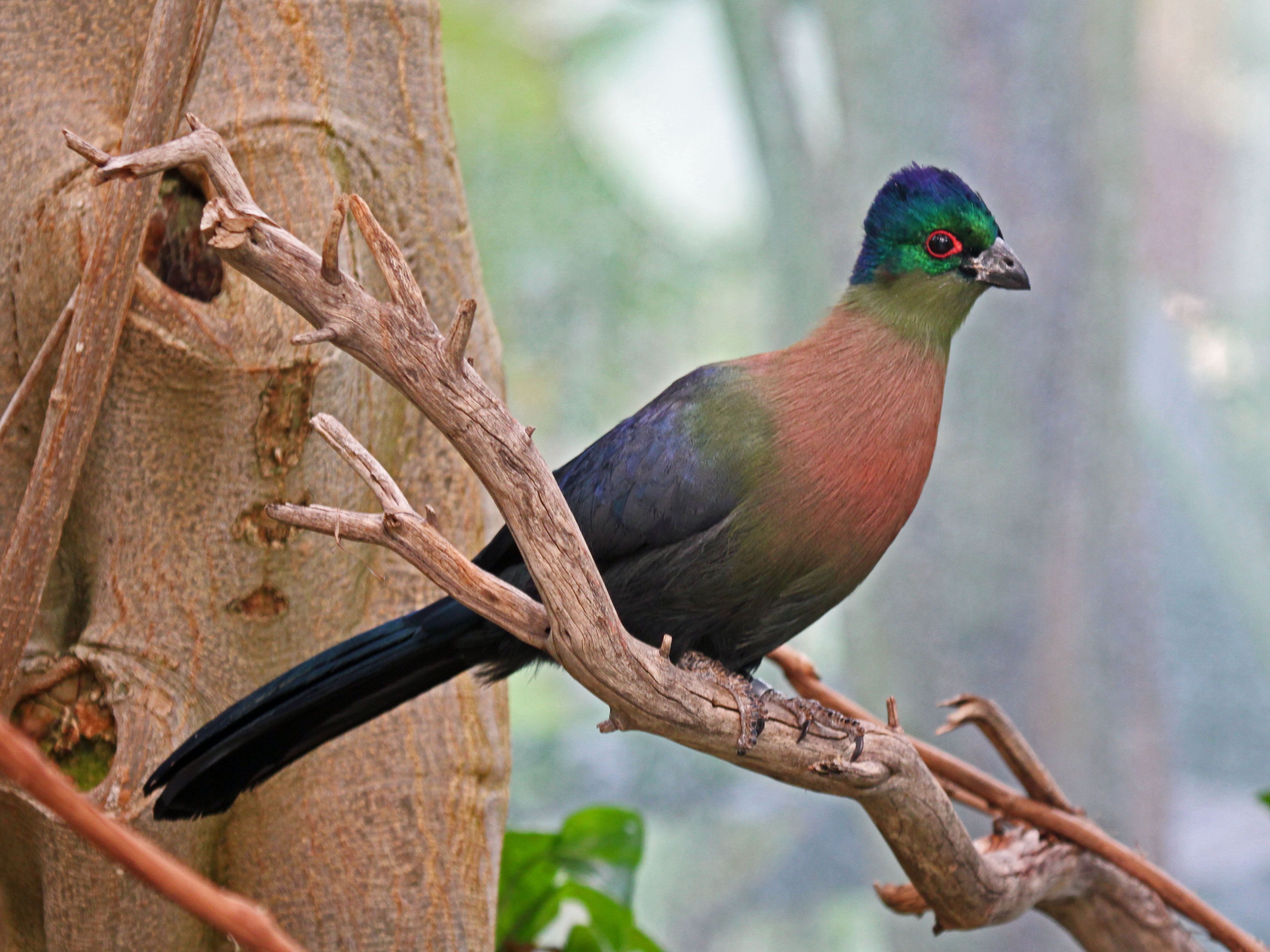
في حديقة سان دييغو